# Adnan Chajr Allah
Adnan Chajr Allah, w pełnym brzmieniu Adnan Chajr Allah Talfa, ar. عدنان خير الله طلفاح (ur. 1937 lub w 1940 w Tikricie, zm. 4 maja 1989) – iracki wojskowy i polityk związany z partią Baas.

## Życiorys
Ukończył studia na Akademii Wojskowej w Bagdadzie oraz studia na wydziale prawa i polityki Uniwersytetu Bagdadzkiego. Do partii Baas przystąpił jeszcze w szkole średniej, w wieku szesnastu lat. Był zawodowym wojskowym. W 1959 był po raz pierwszy aresztowany po tym, gdy iraccy baasiści usiłowali zamordować premiera Iraku Abd al-Karima Kasima. Zwolniony z więzienia, brał udział w przygotowywaniu kolejnych dwóch zamachów stanu zorganizowanych przez iracką partię Baas: w lutym 1963 oraz w lipcu 1968.
Był pasierbem Ahmada Hasana al-Bakra, mężem jego córki, kuzynem Saddama Husajna i zarazem bratem jego pierwszej żony Sadżidy. Koneksje rodzinne pozwoliły mu szybko awansować w elicie władzy ukształtowanej po przejęciu władzy przez baasistów w 1968. W 1977 Ahmad Hasan al-Bakr przekazał mu piastowane wcześniej stanowisko ministra obrony. Rok później Chajr Allah otrzymał awans na stopień generalski. W 1977 wszedł również do Przywództwa Regionalnego irackiej partii Baas, a następnie do Rady Rewolucyjnych Dowódców, formalnie najwyższego organu sprawującego władzę w Iraku. Do Rady Rewolucyjnych Dowódców był wybierany ponownie w 1979 i w 1982.
Po tym, gdy władzę dyktatorską w Iraku objął Saddam Husajn, marginalizując al-Bakra i innych działaczy partii Baas, Adnan Chajr Allah należał do ścisłej elity politycznej kraju, tworzonej przede wszystkim przez najbliższą rodzinę Saddama Husajna i jego powinowatych. Jako minister obrony kontrolował armię i zapewniał, że będzie ona lojalna wobec Saddama Husajna. Ministrem obrony Iraku i członkiem Przywództwa Regionalnego partii pozostawał do śmierci w wypadku helikoptera podczas burzy piaskowej w pobliżu Basry w 1989. Wersja o katastrofie helikoptera została oficjalnie przyjęta, budziła jednak kontrowersje. Sugerowano, że w rzeczywistości Saddam Husajn nakazał jego zabójstwo, gdyż mężczyźni pokłócili się w sprawie rodzinnej. Spekulowano również, że Adnan Chajr Allah mógł spiskować przeciwko prezydentowi. Według Charlesa Trippa oskarżenia te miały pewne podstawy, a spór rodzinny tym bardziej skłonił Saddama Husajna do podjęcia decyzji o jego zamordowaniu.